# یواس‌ان‌اس شن‌های (تی-ای‌جی‌اوآر-۶)
یواس‌ان‌اس شن‌های (تی-ای‌جی‌اوآر-۶) (به انگلیسی: USNS Sands (T-AGOR-6)) یک کشتی بود که طول آن 209' بود. این کشتی در سال ۱۹۶۳ ساخته شد.